# Michel Gruet
Pour les articles homonymes, voir Gruet.
Michel Gruet, né le 16 novembre 1912 à Angers et mort le 11 mai 1998 à Angers, est un médecin, géologue, paléontologue et préhistorien français, qui a mené ses recherches principalement dans l'Ouest de la France et en Tunisie. Il s'est intéressé à toutes les périodes de la Préhistoire, du Paléolithique à l'Âge du fer.

## Jeunesse
Michel Gruet est né le 16 novembre 1912 à Angers, d'un père médecin. Dès son plus jeune âge et influencé par son grand-père Louis Davy, ingénieur civil des mines à Segré et Châteaubriant, il s'intéresse à la géologie puis à la préhistoire. Il obtient son doctorat en médecine à la faculté d'Angers.
Il fait son service militaire en Tunisie, au 4e régiment de tirailleurs tunisiens, où il commence à prospecter des sites de fouilles potentielles. Il épouse en 1939 Marie-Thérèse Le Meur, dont il aura sept enfants.
Il devient médecin généraliste à Pellouailles-les-Vignes (Maine-et-Loire) en 1942, puis médecin du travail à Angers en 1946, ce qui lui laisse du temps pour ses recherches géologiques et archéologiques.

## Travaux
Michel Gruet a réalisé de nombreuses fouilles archéologiques sur des sites préhistoriques et a publié de nombreux articles scientifiques dans des revues spécialisées, encouragé au départ par le préhistorien Raymond Vaufrey.
En Maine-et-Loire, il fouille à partir de 1943 le site paléolithique de Roc-en-Pail, à Chalonnes-sur-Loire. Il publie la découverte du site de La Grézille, à Chacé.
De 1949 à 1959, il obtient deux missions archéologiques en Tunisie, où il fouille notamment le gisement moustérien d'El Guettar, près de Gafsa.
Il fouille en 1961 un gisement du Bronze récent dans la grotte de Rancogne, à Rancogne, en Charente, sous la direction de Claude Burnez.
Il est l’inventeur de l'expression « dolmens angevins à portique », qui désigne certaines chambres mégalithiques quadrangulaires précédées d'une antichambre étroite et moins haute, le portique trilithe, couvert d'une dalle unique. Ce type de dolmen est une évolution tardive du dolmen à couloir par réduction du couloir et amplification de la chambre.

## Fonctions
Michel Gruet et a été conservateur au Muséum des sciences naturelles d'Angers de 1963 à 1990.

## Publications
Voir la liste des publications de M. Gruet, par Jean Siraudeau, François Comte, Yves Gruet, dans la Revue archéologique de l'ouest, 1998
- Michel Gruet, Inventaire des mégalithes de la France. 2, Maine-et-Loire, Paris, éditions du Centre national de la recherche scientifique, 1967 (BNF 37519009)
- Michel Gruet, La Formation du site d'Angers et les traces de ses premiers habitants avant la conquête romaine, 1977
- Michel Gruet, Pierre-Roland Giot et L. L'Hostis, Quelques bifaces du Paléolithique ancien du Finistère
- (en) Michel Gruet, Julia Roussot-Larroque et Claude Burnez, L'âge du bronze dans la grotte de Rancogne, 1997 (ISBN 978-2711835713)
- Michel Gruet et Charles-Tanguy Le Roux, Mégalithes en Anjou, coll. « Bibliothèque du vieux logis », 2005 (ISBN 2-84478-397-X, BNF 40117220) Réédition de l’Inventaire des mégalithes de la France. 2, Maine-et-Loire, actualisée par Charles-Tanguy Le Roux.